# Forêt Mourouvin
La forêt (de) Mourouvin est une forêt départemento-domaniale de l'île de La Réunion, département d'outre-mer français dans le sud-ouest de l'océan Indien. Elle est située dans Hauts de l'Est sur le territoire communal de Sainte-Rose. On la situe entre les longitudes 55°45' et 55°49' est et entre les latitudes 21°08' et 21°10' sud. Ce faisant, elle relève du parc national de La Réunion.

## Faune
Entre 350 et 950 mètres d'altitude, on rencontre dans cette forêt l'une des deux sous-espèces de geckos verts des Hauts (Phelsuma borbonica borbonica), et notamment des spécimens présentant un point bleu dans le cou que l'on ne trouve qu'entre cette forêt et le Grand Étang.

## Flore
Mourouvin est un vestige, bien conservé de forêt primaire de bois de couleurs des Bas, comparable à celles de Bois Blanc ou de Mare Longue. Assez peu fréquentée, elle est très bien conservée et abrite certains spécimens très âgés.